# 数学科
数学科（すうがくか、department of mathematics）とは、大学などにおいて数学（数理学）・数理科学の研究と教育を行う学科である。また Faculty of Mathematics、や大学内の「校」(School) についても解説する。数理学科・数理科学科とも言う。

## 日本における数学科
日本で数学を専門に扱っている大学は60に満たず、21世紀に入っていくつかの大学では数学科が廃止されている。

### 名称として数学科を置く大学・学部

#### 国公立大学
- 北海道大学 理学部
- 東北大学 理学部
- 信州大学 理学部
- 埼玉大学 理学部
- 東京大学 理学部
- お茶の水女子大学 理学部
- 静岡大学 理学部
- 富山大学 理学部
- 大阪大学 理学部
- 神戸大学 理学部
- 岡山大学 理学部
- 広島大学 理学部
- 九州大学 理学部
- 大阪公立大学 理学部

#### 私立大学
- 城西大学 理学部
- 学習院大学 理学部
- 立教大学 理学部
- 早稲田大学
  - 基幹理工学部
  - 教育学部
- 東京理科大学 理学部第一部 および 理学部第二部
- 日本大学
  - 理工学部
  - 文理学部
- 中央大学 理工学部
- 明治大学 理工学部
- 津田塾大学 学芸学部
- 東海大学 理学部
- 名城大学 理工学部
- 関西大学 システム理工学部

### 数学科に類する名称の学科を置く大学・学部

#### 国公立大学
数学
- 東京科学大学 理学院 数学系
- 山形大学 理学部 理学科 数学カリキュラムコース
- 新潟大学 理学部 理学科 数学プログラム
- 名古屋大学 理学部 数理学科
- 京都大学 理学部 理学科 数学・数理解析専攻（数理科学系）
- 千葉大学 理学部 数学・情報数理学科
- 筑波大学 理工学群 数学類
- 茨城大学 理学部 数学・情報数理コース
- 金沢大学 理工学域 数物科学類 数学発展プログラム
- 熊本大学 理学部 理学科 数学コース
- 愛媛大学 理学部 理学科 数学・数理情報コース
- 高知大学 理工学部 数学物理学科

数理科学
- 大阪大学 基礎工学部 情報科学科 数理科学コース
- 東京都立大学 理学部 数理科学科
- 佐賀大学 理工学部 理工学科 数理サイエンスコース
- 弘前大学 理工学部 数物科学科 数理科学コース
- 秋田大学 理工学部 数理・電気電子情報学科 数理科学コース
- 琉球大学 理学部 数理科学科
- 横浜国立大学 理工学部 数物・電子情報系学科 数理科学教育プログラム
- 鹿児島大学 理学部 理学科 数理情報科学プログラム
- 徳島大学 理工学部 理工学科 数理科学コース
- 山口大学 理学部 数理科学科

#### 私立大学
数学
- 近畿大学 理工学部 理学科 数学コース
- 神奈川大学 理学部 理学科 数学コース
- 東京電機大学 理工学部 理工学科 理学系 数学コース
- 日本女子大学 理学部 数物科学科 数学コース
- 東京理科大学 理学部第一部 応用数学科
- 福岡大学 理学部 応用数学科
- 岡山理科大学 理学部 応用数学科

数理科学
- 慶應義塾大学 理工学部 数理科学科
- 芝浦工業大学 システム理工学部 数理科学科
- 東京女子大学 現代教養学部 数理科学科
- 立命館大学 理工学部 数理科学科
- 京都産業大学 理学部 数理科学科
- 関西学院大学 理学部 数理科学科
- 東京理科大学 創域理工学部 数理科学科
- 青山学院大学 理工学部 数理サイエンス学科
- 早稲田大学 基幹理工学部 応用数理学科
- 東京都市大学 理工学部 自然科学科 数理コース
- 明治大学 総合数理学部 現象数理学科
- 同志社大学 理工学部 数理システム学科
- 大和大学 理工学部 理工学科 数理科学専攻

### 上記以外の教育学部・教員養成課程として数学の専攻を置く大学・学部

#### 国公立大学
- 北海道教育大学 教育学部 旭川校 教員養成課程 数学教育専攻
- 弘前大学 教育学部 教科教育専攻 算数・数学専修
- 宮城教育大学 教育学部 
  - 初等教育教員養成課程 理科・生活系 数学コース
  - 中等教育教員養成課程 数学教育専攻
- 群馬大学 教育学部 自然・情報系 数学専攻
- 宇都宮大学 教育学部 学校教育教員養成課程 教科教育コース 数学教育専攻
- 茨城大学 教育学部 学校教育教員養成課程 学校教育コース 数学選修
- 埼玉大学 教育学部 学校教育教員養成課程 教科教育コース 数学専修
- 千葉大学 教育学部 中学校教員養成課程 数学科教育分野
- 東京学芸大学 教育学部 教育系 
  - A類（初等教育教員養成課程）数学選修
  - B類（中等教育教員養成課程）数学専攻
- 横浜国立大学 教育人間科学部 学校教育課程 教科教育コース 数学
- 上越教育大学 学校教育学部 教科・領域教育専修 自然系コース 数学
- 信州大学 教育学部 学校教育教員養成課程 数学教育コース
- 静岡大学 教育学部 学校教育教員養成課程 教科教育学専攻 数学教育専修
- 愛知教育大学 教育学部 教員養成課程 
  - 初等教育教員養成課程 数学選修
  - 中等教育教員養成課程 数学専攻
- 三重大学 教育学部 学校教育教員養成課程 数学教育・情報教育コース 数学教育専攻
- 岐阜大学 教育学部 学校教育教員養成課程 数学教育講座
- 金沢大学 人間社会学域 学校教育学類 教科教育学コース 数学教育専修
- 福井大学 教育地域科学部 学校教育課程 理数教育コース
- 京都教育大学 教育学部 学校教育教員養成課程 数学領域専攻
- 奈良教育大学 教育学部 学校教育教員養成課程 教科教育専攻 数学教育専修 初等教育履修分野・中等教育履修分野
- 大阪教育大学 教育学部 
  - 第一部 学校教育教員養成課程 数学教育専攻 小学校コース・中学校コース
  - 教養学科 数理科学専攻
- 兵庫教育大学 学校教育学部 初等教育教員養成課程 教科・領域教育専修 自然系コース 数学分野
- 島根大学 教育学部 学校教育課程 Ⅰ類 数理基礎教育専攻
- 岡山大学 教育学部 
  - 学校教員養成課程 小学校教育コース 数学教育専修
  - 学校教員養成課程 中学校教育コース 数学教育専修
- 広島大学 教育学部 第二類（科学文化教育系）数理系コース 中等教育科学（数学）プログラム
- 山口大学 教育学部 学校教育教員養成課程 教科教育コース 数学教育選修
- 鳴門教育大学 学校教育学部 中学校教育専修 数学科教育コース
- 香川大学 教育学部 学校教育教員養成課程 教科教育コース 数学領域
- 愛媛大学 教育学部 学校教育教員養成課程 学校教育実践コース 数学教育専修
- 高知大学 教育学部 学校教育教員養成課程 数学教育コース
- 福岡教育大学 教育学部 中等教育教員養成課程 数学専攻
- 佐賀大学 文化教育学部 学校教育課程 数学専修
- 熊本大学 教育学部 中学校教員養成課程 数学専攻
- 長崎大学 教育学部 学校教育教員養成課程 中学校教育コース 数学専攻
- 大分大学 教育福祉科学部 学校教育課程 教科教育コース 数学専修
- 鹿児島大学 教育学部 学校教育教員養成課程 数学専修
- 琉球大学 教育学部 学校教育教員養成課程 小・中学校教育コース 数学教育専修

#### 私立大学
- 文教大学 教育学部 学校教育課程 数学専修
- 岐阜聖徳学園大学 教育学部 学校教育課程 数学専修
- 常葉大学 教育学部 初等教育課程 数学専攻
- 秀明大学 学校教師学部 中等教育教員養成課程 数学専修コース
- 明星大学 教育学部 教育学科　教科専門コース 数学コース

## 北米における数学科
アメリカ合衆国には Department of Mathematics の課程を有する大学が1,500校以上存在し、全体の約半数の大学が Department of Mathematics の課程を有する。
faculty
- Faculty of Mathematics, University of California, Berkeley [3](バークレー校）
- Faculty of Mathematics, University of Waterloo（カナダ ウォータールー大）

department
- en:MIT Mathematics Department（MIT）
- Department of Mathematics, Stanford University [4]（スタンフォード大）
- Harvard Mathematics Department [5]（ハーヴァード大）
- en:University of Toronto Department of Mathematics（トロント大）

## 欧州における数学科
faculty
- en:Faculty of Mathematics, University of Cambridge （ケンブリッジ大）
- Faculty of Mathematics, UPMC　[6]（ピエール・マリー・キュリー大学 ＝ パリ第6大学）[7]
- en:HSE Faculty of Mathematics（HSE）

school
- en:School of Mathematics, University of Manchester

course
- U.F.R. Mathematics [8]（ドゥニ・ディドロ大学　＝ パリ第7大学）